# Ardon (Russie)
Pour les articles homonymes, voir Ardon.
Ardon (en russe : Ардон ; en ossète : Ӕрыдон) est une ville industrielle de la république d'Ossétie du Nord-Alanie, une république autonome de Russie, et le centre administratif du raïon Ardonski. Sa population s'élevait à 19 095 habitants en 2013.

## Géographie
Ardon est située près de la rive occidentale de la rivière Ardon, à 36 km au nord-ouest de Vladikavkaz, capitale de la république.

## Histoire
Ardon a été fondée en 1824 et a le statut de ville depuis 1964. La ville est un important carrefour routier et ferroviaire. Jusqu'en 1964, elle n'était qu'un village, puis se transforma grâce à la construction d'une conserverie, d'une usine de traitement de chanvre et d'autres unités de transformation des produits agricoles.

## Population
Recensements (*) ou estimations de la population
| 1959* | 1970*  | 1979*  | 1989*  |
| ----- | ------ | ------ | ------ |
| 6 915 | 11 783 | 12 857 | 13 536 |

| 2002*  | 2010*  | 2012   | 2013   |
| ------ | ------ | ------ | ------ |
| 17 521 | 18 774 | 18 912 | 19 095 |